# Hana Vítová

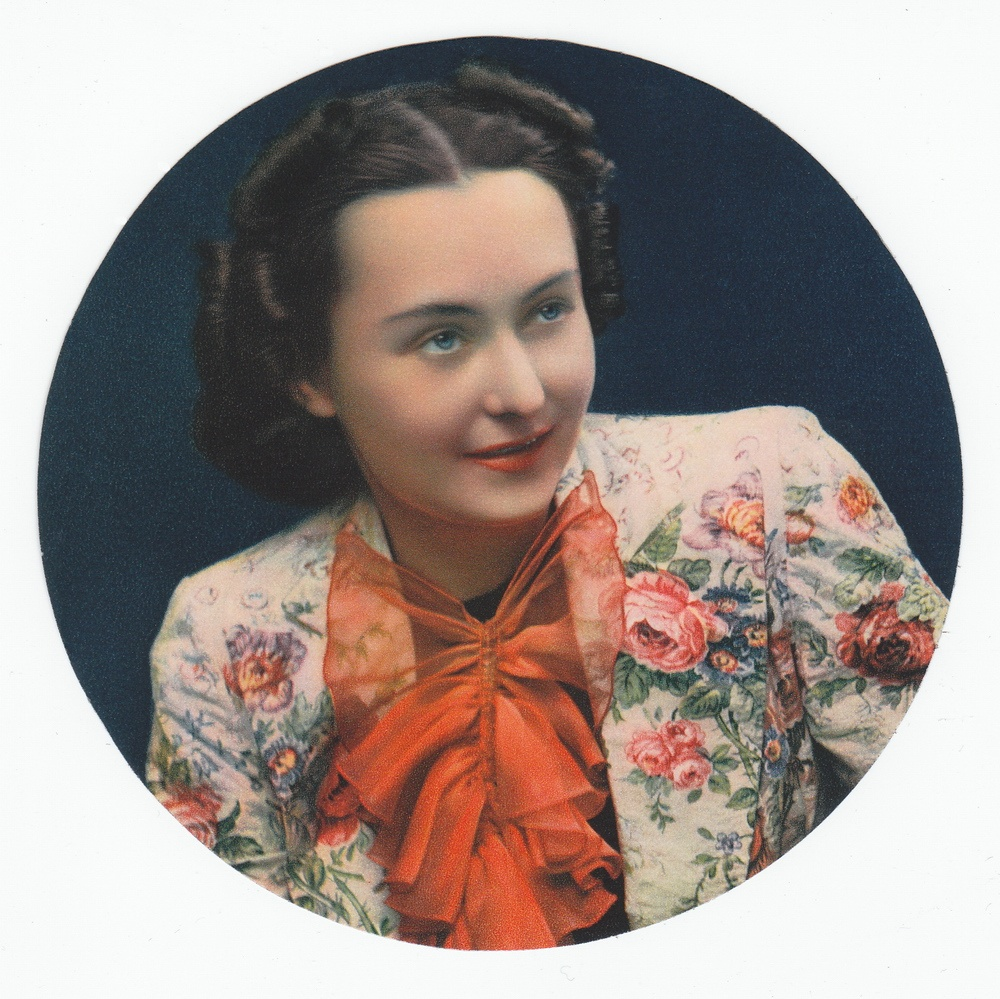
Hana Vítová.

Hana Vítová, född 24 januari 1914 i Prag, Böhmen, Österrike-Ungern, död 3 mars 1987 i Prag, Tjeckoslovakien, var en tjeckisk skådespelare.
Hon var dotter till operasångaren Hanuš Lašek. Hon var utbildad vid Statens dramakonservatorium 1928-1931, och tog även lektioner i sång. Från 1932 medverkade hon i tjeckoslovakiska filmer där hennes roller ofta var som känsliga döttrar och fattiga flickor som på något sätt får ett bättre liv. Hon kom att medverka i över 60 filmer, varav merparten under 1930-talet och 1940-talet. Efter 1945 skadades hennes karriär av att hon under namnet Hanna Witt medverkat i två tyska filmer under ockupationsåren (se Böhmen-Mähren) av hemlandet. Hon fortsatte ändå inom yrket fram till 1965. Senare arbetade hon som översättare under pseudonymen Jana Rádlová.

## Filmografi, urval
- 1938 – Ett syndigt gästabud
- 1941 – Nattfjärilen
- 1942 – Valentin Dobrotivý
- 1943 – Stastnou cestu
- 1944 – Jarní písen
- 1949 – Flickan och miljonären
- 1965 – Das Haus in der Karpfengasse